# Provincia di Tanganyika
La provincia di Tanganyika, (francese: Province de Tanganyika) è una delle 26 province della Repubblica Democratica del Congo. Il suo capoluogo è la città di Kalemie.

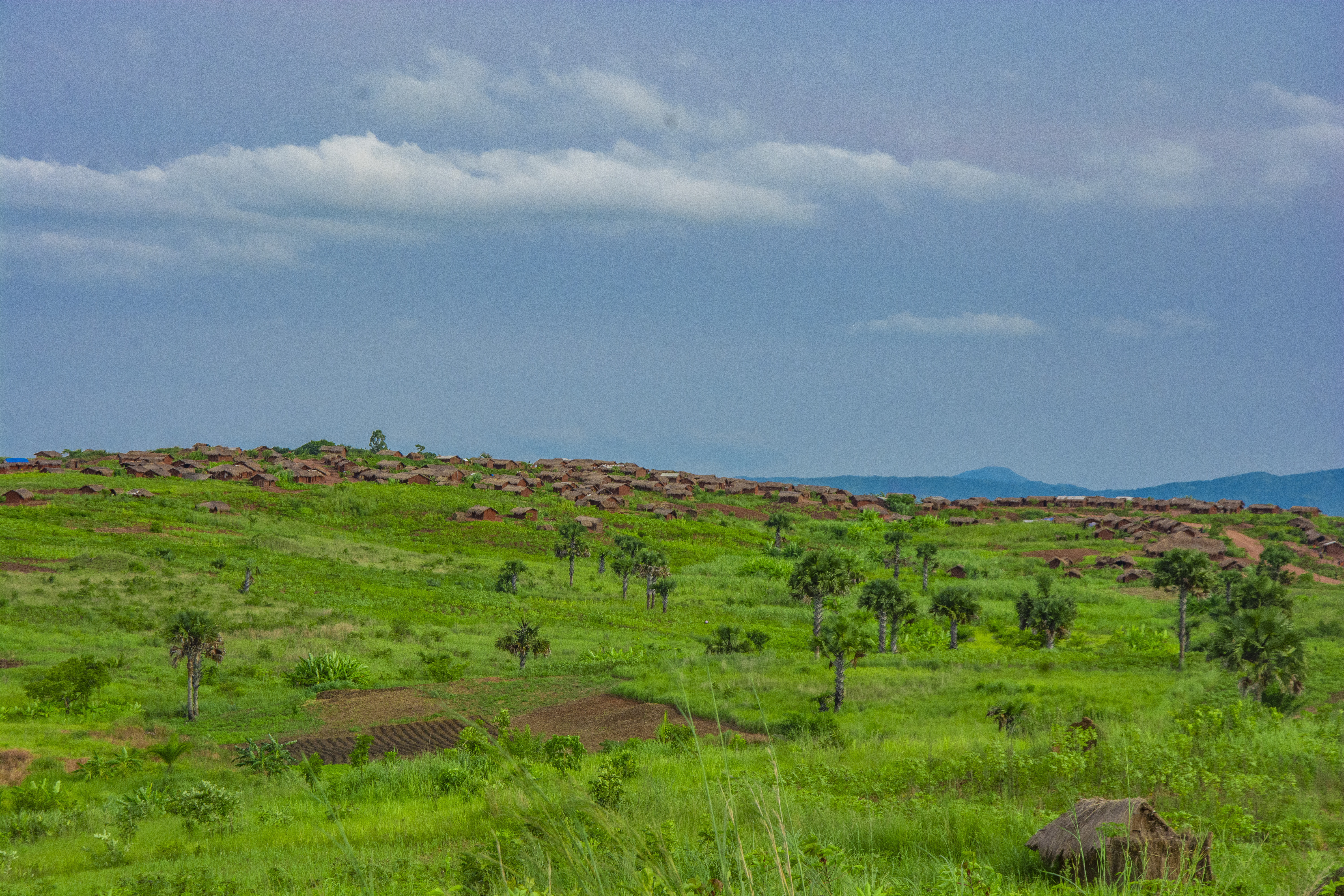
Paesaggio nella provincia di Tanganyika

La provincia si trova nel Congo centro-orientale.
Nel precedente ordinamento amministrativo del Congo (in vigore fino al 2015) la provincia non esisteva in quanto faceva parte della più ampia provincia del Katanga.

## Geografia antropica

### Suddivisioni amministrative
La provincia di Tanganyika è suddivisa nelle città di Kalemie (capoluogo), ed in 6 territori:
- territorio di Kabalo, capoluogo: Kabalo;
- territorio di Manono, capoluogo: Manono;
- territorio di Kalemie, capoluogo: Kalemie;
- territorio di Kongolo, capoluogo: Kongolo;
- territorio di Nyunzu, capoluogo: Nyunzu;
- territorio di Moba, capoluogo: Moba.